# Перес, Хайме
Хайме Гершу́ни Пе́рес (исп. Jaime Gerschuni Pérez; 8 июля 1928 — 24 октября 2005) — уругвайский политический деятель, лидер Коммунистической партии Уругвая.

## Биография
Родился в Монтевидео в семье еврейских иммигрантов из Восточной Европы, прибывших в Уругвай, спасаясь от нищеты. Работал в порту, кожевником, затем на предприятиях швейной промышленности (1941—1946). Участвовал в профсоюзном движении, с 1944 входил в руководство проффедерации Всеобщий союз трудящихся Уругвая.
В 1946 году вступил в Коммунистическую партию Уругвая (КПУ). С 1950 года член ЦК КПУ, с 1953 года член Исполкома ЦК КПУ, с 1955 года секретарь ЦК КПУ и 1-й секретарь департаментского комитета КПУ Монтевидео. В 1951—1971 годах член департаментского совета Монтевидео.
После создания Широкого фронта Уругвая при участии коммунистов, социалистов, христианских демократов, сторонников Либера Сереньи и других сил в 1971 году был избран от него депутатом парламента.
После переворота 1973 года, установившего в стране военную диктатуру, сперва находился на нелегальном положении, а затем с октября 1974 по 1984 год — в тюремном заключении. Пытки и суровые условия содержания подорвали его здоровье, но он вернулся к политической деятельности после конца диктатуры.
В 1988 году Перес сменил Роднея Арисменди на посту генерального секретаря КПУ, а через год был избран сенатором. В руководстве партии он пытался корректировать курс под впечатлением от происходящего в Советском Союзе, однако столкнулся с сильной внутренней конфронтацией и покинул пост и саму партию в 1992 году.
После окончания срока в Сенате в 1995 году и издания его книги «Закат и надежда», в которой Перес переосмысливает свою деятельность, признаёт прошлые ошибки и настаивает на демократическом социализме, серьёзные болезни вынудили его покинуть общественную жизнь.